# Poecilmitis wykehami
Poecilmitis wykehami là một loài bướm ngày in the Lycaenidae family. It is endemic to South Africa. It is often considered a subspecies of Chrysoritis turneri.